# Свати Микулаш
Свати Микулаш (чеш. Svatý Mikuláš) је насељено мјесто са административним статусом сеоске општине (чеш. obec) у округу Кутна Хора, у Средњочешком крају, Чешка Република.

## Становништво
Према подацима о броју становника из 2014. године насеље је имало 835 становника.